# 東京アイドル戦線
『東京アイドル戦線』（とうきょうアイドルせんせん）は、最前線で活躍するトップアイドルから、次世代アイドルまで、幅広く音楽活動やライフスタイル、カルチャーなどを取り上げるアイドル情報番組。テレビ東京（関東ローカル）で2017年7月6日から2018年3月29日までの期間、毎週木曜日深夜に放送された。
後継番組として「超!アイドル戦線 〜Men'sSide＆Girl'sSide〜」が 2018年4月5日よりTOKYO MXで放送されている。

## 出演者
2017年
- 7月6日： 中田花奈(乃木坂46)、まねきケチャ、FES☆TIVE、ハニースパイス
- 7月13日： 東京女子流、Party Rocket GT
- 7月20日： まねきケチャ、放課後プリンセス、ゆるめるモ!
- 7月27日： PASSPO☆、FES☆TIVE、つばきファクトリー、風光ル梟
- 8月3日：
- 8月10日：
- 8月17日： 9nine
- 8月24日： サクラノユメ
- 8月31日： アップアップガールズ（仮）、FES☆TIVE[1]、大阪☆春夏秋冬
- 9月7日： 東京パフォーマンスドール、虹のコンキスタドール、#ドルーチェ
- 9月14日：
- 9月21日： PASSPO☆、THE HOOPERS
- 9月28日： GEM、キネマ倶楽部
- 10月12日: DREAMING MONSTER
- 10月19日: SUPER☆GiRLS、THEイナズマ戦隊、風光ル梟
- 10月26日： predia、チャオ ベッラ チンクエッティ、GERU-C閣下、異国のパルピタンテ、棘、Zombie Powder、P.IDL、d-girls、煌星のミルフィーユ、little more.
- 11月2日： バンドじゃないもん!【特集】、つりビット【特集】、Si☆Stella、柊木りお、愛夢GLTOKYO、異国のパルピタンテ、Dear L mana、MOMOもすももももものうち☆、ユイガドクソン
- 11月9日： 私立恵比寿中学、風光ル梟[2]
- 11月16日： 神宿、風光ル梟、柊木りお、るなてん、THE BANANA MONKEYS、ねごと！、TOYDOLL、棘-おどろ-、異国のパルピタンテ、クピドリック、MOMOもすももももものうち☆、ただの女の子。、私立シトロン学園、Poppig Emo、ユイガドクソン、ふたりオポジット、病ンドル、Mash Berry、SOULMATE、にじいろ学園SEASON3、ノンシュガー、8princess、オトメブレイヴ、Needs、Si☆Stella、Dear L mana、必殺エモモモモ!!
- 11月23日： 柊木りお、ニコニコ♡LOVERS、愛夢GL TOKYO、みんなのこどもちゃん、私立シトロン学園、Si⭐︎Stella、です。ラビッツ、ロッカジャポニカ、夢みるアドレセンス
- 11月30日： FES☆TIVE【特集】、です。ラビッツ、ZombiePowder

さらに、#ZombiePowder 風光ル梟
- 12月7日： NGT48【特集】、放課後プリンセス、ニコニコ♡LOVERS
- 12月14日： ベイビーレイズJAPAN【特集】、玉屋2060%、煌めき☆アンフォレント、風光ル梟、CROWN POP、Dear L Mana、愛夢GL TOKYO、ノンシュガー、ニコニコ♡LOVERS
- 12月21日： です。ラビッツ、FES☆TIVE、26時のマスカレイド、ベボガ!、バンドじゃないもん!、ACE、恋汐りんご
- 12月28日：

2018年
- 1月4日： 風光ル梟
- 1月11日： 乃木坂46【特集】、キミイロプロジェクト、ニコニコ♡LOVERS、predia、ベボガ!、READY TO KISS
- 1月18日： でんぱ組.inc【特集】
- 1月25日： 虹のコンキスタドール【特集】、Dorothy Little Happy、Tokyo Rockets
- 2月1日：
- 2月8日： Predia【特集】、Pimm's
- 2月15日： PASSPO☆【特集】、佐藤栞（AKB48 チーム8）、恋汐りんご、水沢心愛、里仲菜月、松樹侑奈
- 2月22日： 夢みるアドレセンス【特集】、ゑんら、風光ル梟、GANG PARADE
- 3月1日：
- 3月8日：
- 3月15日： 柊木りお、風光ル梟
- 3月22日： 東京CuteCute【特集】、ネコプラ、愛夢GLTOKYO、大宮I☆DOLL、ニコニコ♡LOVERS、シブヤDOMINION、スマイル海賊団、煌星のミルフィーユ、東京23区ガールズ、loop、P.IDL、ニコニコ♡LOVERS NEXT、GERU-C閣下、PASSPO☆、ベイビーレイズJAPAN、東京パフォーマンスドール、predia、わーすた、ゑんら、夢みるアドレセンス、風光ル梟、羽島めい、青葉ひなり
- 3月29日： PASSPO☆、ベイビーレイズJAPAN、東京パフォーマンスドール、predia、わーすた、ゑんら、夢みるアドレセンス、風光ル梟、羽島めい、青葉ひなり

## オープニング曲
- 2017年8月 FES☆TIVE / ゴートゥーフェス☆
- 2017年9月 PASSPO☆ / すてんだっぷガールズ！
- 2017年10月 DREAMING MONSTER / ココロに、雨。
- 2017年11月 FES☆TIVE / OIDEMASE!! ～極楽～
- 2017年12月 放課後プリンセス / アブラカダブluv!
- 2018年1月 LovRAVE / ASAP-Say you love me-

## スタッフ
- ナレーター：森一丁
- 構成：今井一隆
- 音効：東由美（佳夢音）
- 編集：江橋佑太
- MA：都澤建太
- CG：宇野心平
- イラスト：タカハシヒロユキミツメ
- AD：内山萌実、大坪可林
- デスク：清水雅子
- ディレクター：橘田智緒、山口智也
- プロデューサー：小林基広、寺田和史、田中誠
- スーパーバイザー：橋元恵一
- 制作協力：Coo.,inc
- 製作：エンドレス・コミュニケーションズ